# Carollia monohernandezi
Carollia monohernandezi (Muñoz, Cuartas-Calle & Gonzalez, 2004) è un Pipistrello della famiglia dei Fillostomidi endemico della Colombia.

## Descrizione

### Dimensioni
Pipistrello di piccole dimensioni, con la lunghezza della testa e del corpo tra 61 e 77,2 mm, la lunghezza dell'avambraccio tra 39,4 e 45,5 mm, la lunghezza della coda tra 8 e 13,8 mm, la lunghezza del piede tra 8 e 15 mm, la lunghezza delle orecchie tra 12,8 e 21 mm.

### Aspetto
La pelliccia è corta, densa e si estende leggermente sull'avambraccio. I peli sono ovunque tricolori. Le parti dorsali variano dal marrone scuro al color cioccolato brillante, mentre le parti ventrali sono bruno-cannella chiaro. Il muso è allungato. La foglia nasale è ben sviluppata, lanceolata, con la porzione inferiore saldata al labbro superiore mentre i bordi laterali sono ben separati e densamente ricoperti di peluria. Sul mento è presente una grossa verruca circondata da altre più piccole disposte a U. Le membrane alari sono marroni scure e attaccate posteriormente sulle caviglie. La coda è corta, circa un terzo della profondità dell'uropatagio, il quale ha il margine libero a forma di V rovesciata. Il calcar è corto.

## Biologia

### Alimentazione
Si nutre di frutta.

## Distribuzione e habitat
Questa specie è endemica della Colombia centrale e occidentale.
Vive nelle foreste tropicali secche e nelle foreste pluviali tra 30 e 2.660 metri di altitudine.

## Conservazione
Questa specie, essendo stata scoperta solo recentemente, non è stata sottoposta ancora a nessun criterio di conservazione.